# Mirko Corsano
Mirko Corsano (Casarano, 28 ottobre 1973) è un allenatore di pallavolo ed ex pallavolista italiano.

## Carriera
Cresciuto a Ugento, dopo la gavetta con la Pallavolo Falchi Ugento (dove ricopriva inizialmente il ruolo di schiacciatore), fu ingaggiato dalla Maxicono Parma, con cui esordì in Serie A1 nella stagione 1990-91 e con cui vinse gli scudetti 1991-92 e 1992-93; militò poi in A2 con la Materdomini Volley, Italkero Modena e Asystel Milano. Nel 1998 esordì in Nazionale, a Fidenza, in un'amichevole vinta per 3-0 dagli azzurri contro l'Australia.
Nel 1999 fu ingaggiato dalla Lube Banca Marche Macerata; divenne libero titolare del team biancorosso e della Nazionale. Con la squadra marchigiana, della quale è recordman assoluto di presenze in gare ufficiali (oltre 320), vinse uno scudetto (2005-06), quattro Coppe Italia (2000-01, 2002-03, 2007-08 e 2008-09), due Supercoppa Italiana (2006, 2008), una Champions League (2002) e tre Coppe CEV (2001, 2005 e 2006). Lasciata Macerata nel 2010, è passato alla M. Roma.
Con la Nazionale, con cui ha superato le 200 presenze, ha vinto il Mondiale 1998, gli Europei 1999, 2003 e 2005 (in quest'ultima manifestazione venne indicato come miglior libero del torneo), e due edizioni della World League (1999 e 2000) oltre alla medaglia di bronzo ai Giochi olimpici di Sydney 2000. Nel 2008 ha preso parte ai Giochi di Pechino, venendo eletto miglior libero della manifestazione.
Nel 2012 ha smesso di giocare per diventare allenatore. 
Durante gli ultimi mesi della stagione 2013-14 è stato chiamato da Sebastian Swiderski, capo allenatore di ZAKSA Kędzierzyn-kozle, ed è diventato suo collaboratore, vincendo insieme la Coppa di Polonia.
Da maggio 2015 è il secondo allenatore della nazionale maschile italiana.